# KwaMhlanga
KwaMhlanga – miasto w Republice Południowej Afryki, w prowincji Mpumalanga.
W czasach apartheidu miasto było stolicą bantustanu KwaNdebele, odkąd przeniesiono ją tutaj w 1986 roku przeniesiono stolicę z Siyabuswa.